# カブトムシ
カブトムシ（漢字表記は「兜虫」もしくは「甲虫」、学名：Trypoxylus dichotomus）は、コウチュウ目コガネムシ科カブトムシ亜科カブトムシ族カブトムシ属 Trypoxylus に分類される昆虫の種。より広義にはカブトムシ属を含むカブトムシ亜科 (Dynastinae) に分類される昆虫の総称だが、この項では種の標準和名としての狭義のカブトムシを扱う。日本を含む東アジアに分布する。
大型のカブトムシ類としては東アジアを代表する種であり、カブトムシ類の中でも最も北に分布する種の一つである。また日本を代表するコガネムシとする文献もある。日本では成虫は夏に発生し、クワガタムシとともに子供たちから人気を集めている昆虫である。成虫は夜行性で、クヌギ・コナラなどの樹液に集まり、幼虫は腐葉土や軟らかい朽木などを食べて成長する。ゲノムサイズは約7億塩基対 (700 Mbp) 。

## 名前の由来
「カブトムシ」の和名は、オスにある1対の角が兜の正面の飾り（前立て）に似ていることが由来である。漢字で「独角仙」と表記されることもある。「カブトムシ」は京都方言が全国的に採択されたもので、江戸時代には平家ムシ（豫州）、枇杷ムシおよびヤドヲカ（勢州）、オニムシ（仙台）、ツノムシ（和州）、サイカチムシ（江戸）などの地域名があった。『物類称呼』によれば「サイカチムシ」の名前は、「皀莢〔サイカチ〕の樹に住むし也」という。
学名（種名）の属名 Trypoxylus は「木に穴を穿つもの」の意味で、酷似した属名にはハチのジガバチモドキ属 
Trypoxylon がある。種小名 dichotomus は角の形に由来し、「二つに分かれた角」の意味である。旧属名の Allomyrina は、ギリシャ語で「他の」を意味する allo- と Myrina 、すなわち「もう一つの Myrina 属」という意味である。これはカブトムシが当初 Myrina と命名されたものの、シジミチョウの Myrina に先取されていたため改訂されたもので、 Myrina は神話のミュリーネー（女武者 Amazon の一人、もしくはレームノス王 Thoas の妻 Myrina ）に由来するものとする説、もしくは南欧産のフトモモ科植物ギンバイカ myrinē に由来するとする説がある。

## 分布
日本では本州・四国・九州などに分布するほか、日本国外では台湾・朝鮮半島・中国・インドシナ半島に分布する。自然分布の北限は青森県（上北郡横浜町）とされ、ブラキストン線以北の北海道には自然分布していなかったが、人為的に持ち込まれたものが1970年代ごろから移入種として定着している。同様に、伊豆大島（伊豆諸島）でも移入種とみられるものが発見されている（後述）。
生息環境は標高1,500メートル (m) 以下の雑木林などで、低地から低山地に多い。日本本土ではどちらかというと原生林よりも二次林（特に里山的環境）に多く生息するが、これは成虫の餌である樹液を出すクヌギ・コナラなどの樹木が多いことや、農家が落ち葉から作る堆肥が幼虫にとって適した餌となるためであると考えられている。日本の東海地方では人間が農業を始めるまで、カブトムシはシイ・カシ・タブノキなどの原生林で細々と暮らしていたが、人が薪炭やシイタケ栽培の原木（ホダ木）の原料として、クヌギ・コナラ・アベマキなどといったカブトムシの成虫が好む樹液を出す木を利用するため、伐採や下草刈りなどを行ってこれらの樹種による雑木林を維持してきたことや、雑木林の近くで畑の肥料として用いる堆肥を作るようになったことにより、幼虫の餌場が形成されたこと、またシイタケ栽培の副産物となるクヌギの朽木も幼虫の餌として提供される形となっていることが要因となり、人が作る里山環境の中で繁栄していったと考えられている。カブトムシ類は幼虫が朽木を食べて成長するため、森林に生息する種が多いが、本種以外のカブトムシ族 Dynastini は熱帯、その中でもやや標高の高い山地の熱帯林に生息する種類が多く、雑木林など人里に多い本種は世界的に見れば珍しい生息傾向を有するとされている。一例として東京23区などの都市部でも、かなりの高密度で生息する個体群があるが、このように全長80 mm以上の大型カブトムシ類が都市部付近で観察・採集できる地域は珍しいと評されている。また愛知県名古屋市では都心部に相当する中央部台地一帯から、東部丘陵地の公園・緑地で観察されている。

## 形態
本種は、その巨体、怪力と威容から、「昆虫の王様」とも呼ばれ、クワガタムシと並び人気の高い昆虫である。体長はオスの場合、頭角を除いて19 - 57 mmもしくは27 - 59 mmで、メスの場合は19 - 52 mmもしくは33 - 53 mm。オスの場合、頭角を含めた全長は23 - 88 mmとなる（後述）。かつては日本最大の甲虫とされていたが、沖縄本島北部で発見されたヤンバルテナガコガネが1984年に新種として記載され、その座を譲った。
体色は雌雄ともに赤茶褐色から黒色である。体色は個体差があり、赤みの強い個体を長期間飼育していても黒っぽくはならないことから、先天的・遺伝的なものと考えられている。屋久島の個体群（後述）はほとんどの個体が赤色系である一方、タイの個体群はほとんど黒色であるとする文献がある。体は厚くて楕円形で、頭部は小さい。
オスの頭部には大きな角があり、さらに胸部にも小さな角がある。メスの体はオスより一回り小さい。メスは角を有さないが、頭部には小突起があり、全身を微毛で覆われる。また、メスの前胸背板の中央には縦溝があることが多い。

カブトムシは主に広葉樹樹幹の垂直面で活動し、付節先端の爪のみが樹皮上での占位に使用される。

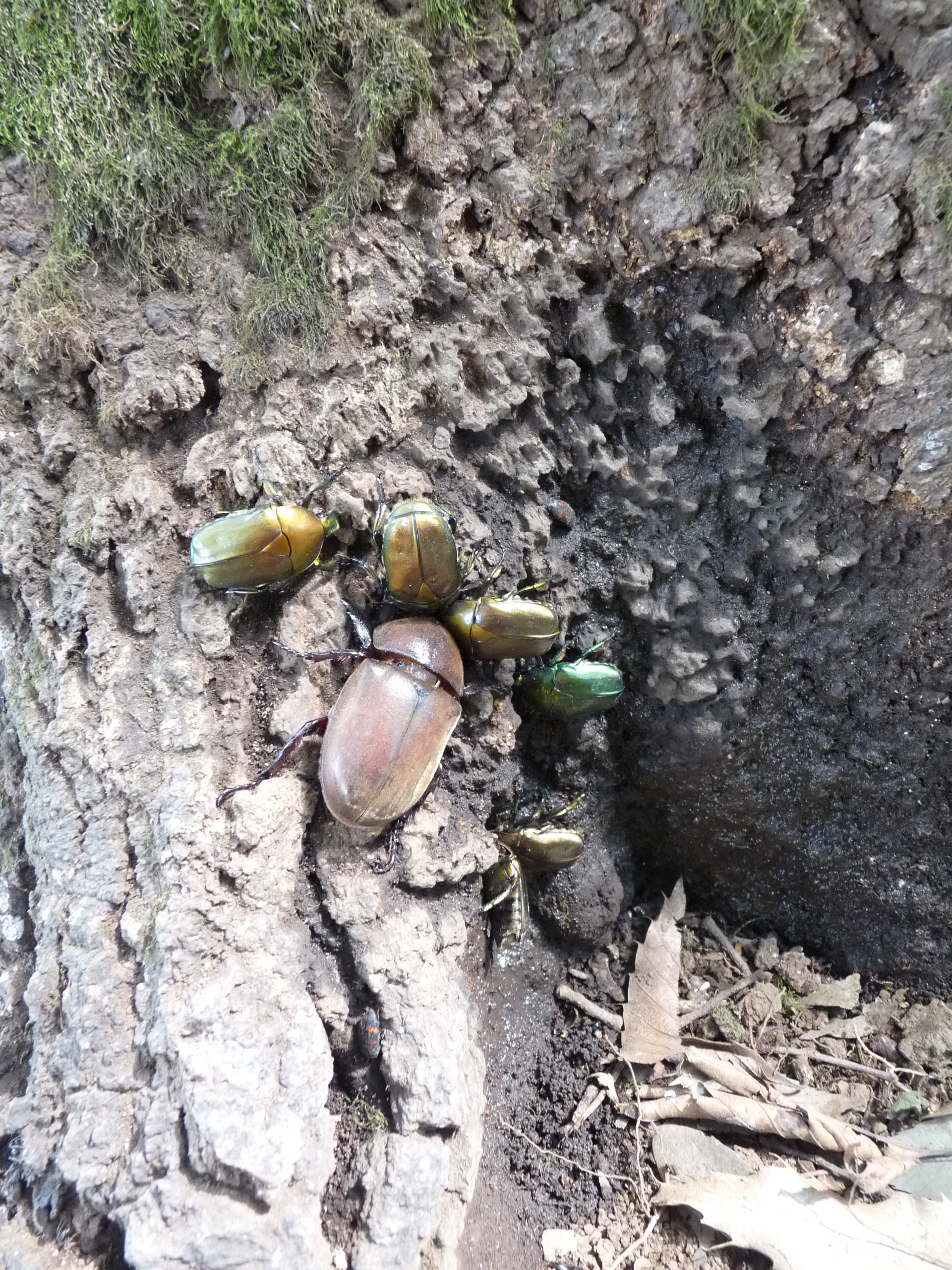
樹液に集まるカナブンと、カブトムシのメス

### オスの角
オスの角は外骨格の一部が発達したもので、オス同士の闘争（後述）の際に武器として使用される。
頭部の角（頭角）は先端部分がY字型に分岐するが、中型・大型個体では前胸背板より長く、かつY字型に分岐した先端がさらにもう一度二叉するため、尖端は4つとなる。胸部の角（胸角）は通常、頭角の3分の1程度の長さで、分岐した先端が尖る。頭角の長さは必ずしも体の大きさに比例するとは限らず、角が長くなる「長角型」と短くなる「短角型」の2型が存在することが判明している。藤山静雄・近野匡生が長野県松本市でオス成虫95個体を採取してそれらの角の長さを測定したところ、角の長さは10 - 34 mmまで分布するが、20 mm前後を境に2山型の分布が存在する（短角型は14 - 20 mm、長角型は24 - 32 mm程度が多い）ことが判明している。なお、角は長いほどオス同士の闘争の際に有利になる反面、タヌキやハシブトガラスといった天敵に捕食されるのを避けるには短い方が有利であることが研究で明らかになっている。角の大きさは、幼虫時の栄養状態の優劣と、遺伝により決定される。また、大きなオスが立派な角を持つ一方で、小さなオスは角への投資配分を下げ他の部位に投資することが知られており、特定のサイズでこの配分が変化することが明らかにされている。ノコギリクワガタなどクワガタムシの一部の種のような非連続変異やコーカサスオオカブトのような体格に比例しない長短変異は示さない。
本郷儀人は、本種と南アメリカに生息するヘラクレスオオカブト（本種とは逆に胸角が頭角より長く、相手を挟み込むのに向いている）の角の形状の違いについて考察し、本種の場合は樹上という比較的開放的な空間で闘うことから、相手を投げ飛ばすことが相手を排除する最も有効な手段となるため、投げ飛ばしに特化した形状の角を持つように進化したという仮説を提唱している。

### 体長
「体長」については文献により、オスの頭角を除く長さを指す場合と、頭角を含む長さを指す場合の両方がある。カブトムシの種ごとに最大個体の記録を集計し、その最大記録に関するコンテストを季刊誌『BE・KUWA』誌上で行っているむし社では、頭角もしくは胸角の先端から上翅の先までの長さを「最大体長」と位置づけている。本種の場合は頭角の先端から上翅下端までが「最大体長」であり、野外採取個体・飼育個体のどちらでも応募を受け付けているが、生体では正確な計測ができないことから、「最大体長」の応募は標本のみ受け付けている。また『学研の図鑑LIVE』ではカブトムシやクワガタムシ科の昆虫の長さの単位として「全長」という用語を用いているが、これはクワガタムシなどの大顎の先端から腹部もしくは翅の先端までの長さを指すものである。同じ文献でも角を除いた頭部の先端から腹端までの長さを「体長」、角を含めた長さを「全長」として使い分けている文献もある。
野外では体長80 mmを超える個体はやや少ないが、飼育では幼虫期間に餌をより多く与えることにより、全長80 mm（角の長さを含む）に達する成虫を育てるのは難しくない。しかし85 mm以上を育てるのは難しい。最長記録はむし社の調査によれば、野外採取個体の場合は2012年に記録された87.3 mm、飼育個体の場合は2017年に記録された91.7 mmである。
2015年6月には俳優の哀川翔が育成したカブトムシが88.0 mmを記録し、当時のむし社によるレコード記録を更新した。哀川はこの個体をギネス世界記録に申請したが、ギネスブックは昆虫類全般の括りであるため、カブトムシの成虫だけでは認定されなかったという。

## 分類
カブトムシ属 Trypoxylus に分類される。

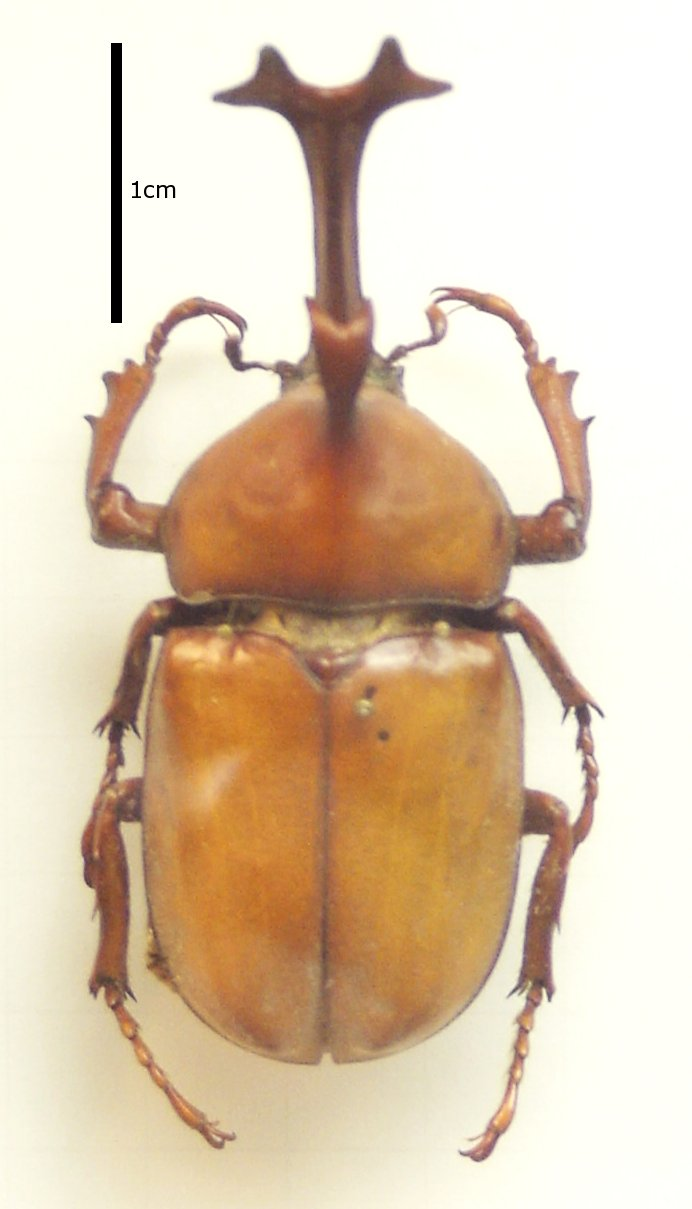
Trypoxilus dichotomus

最初は Scarabaeus dichotomus Linnaeus, 1771 として記載されたほか、古くはその属名に Dynastes や Xylotrupes などが用いられたこともあったが、Arrow (1937) はユンクの甲虫目録で、本種やシナカブトムシ Xylotrupes davidis をサビカブトムシ Allomyrina preifferi を基準種としたAllomyrina属に編入した。これ以降はカブトムシの学名として Allomyrina が広く使われるようになっていたAllomyrina属に本種を含める場合、Allomyrina属の和名がカブトムシ属となる）が、1998年には三宅義一が、カブトムシの属名には Allomyrina よりも、 Allomyrina の同物異名として扱われ、日本でも Kono (1931) によってカブトムシやツノボソカブト（後述）の属名として用いられたことがあった Trypoxylus Minck, 1920 を当てることが適当であるとした。同論文によれば、Allomyrina は他のカブトムシ族 Dynastini とは著しく異なり、体表面が密に羽毛状の鱗毛で覆われているという特徴があるが、同属に含まれていたカブトムシやシナカブトムシなど他属の種はすべて体表が平滑もしくは先細の微毛で覆われていること、またサビカブトムシはカブトムシと同様に前胸突起が柱状に発達してはいるがその突起は低く、前基節の会合部の後方に位置している一方、カブトムシなどではそれが前基節間に伸び、前基節間が広く離れていることといった違いがある。また三宅はシナカブトムシ Xylotrupes davidis についても、オスの頭角の先端が単純なY字型（カブトムシの場合は4尖頭）であり、柄部の中間に十字架上の短い突出部があること、メスの前胸背板後方中央部に深いくぼみがあること、オスは背面が鈍い鮫肌状の光沢を有する一方でメスの背面は上翅先端付近を除いて無毛で極めて滑らかであること、後脛節の2個の横隆起には雌雄ともそれぞれ2個の棘状突起がある（カブトムシの場合は1個である）ことなど、近縁の属である Allomyrina や Trypoxylus には見られない特徴が認められることから、同種はカブトムシとは別属とみなし、属名は Prell (1934) が Allomyrina の亜属として提唱した Xyloscaptes を当てることが妥当であると述べている。
Trypoxylus属の近縁種として1931年に台湾産のツノボソカブトが独立種T. tsunobosonisとして記載されたが、のちに本種の亜種T. d. tsunobosonisとみなされている。また、2006年にミャンマー産のカナモリカブトT. kanamoriiが新種として記載されている。
本種には2017年までに基亜種を含めて9以上の亜種が提唱されている。一方で分子系統解析では本種には主要なクラスターとして中国大陸中部および南部・東南アジアの西方系統、中国大陸北部・日本本土・屋久島・口永良部島・朝鮮半島の北方系統、台湾・沖縄本島・久米島の南方系統の3つのグループがあることが示唆されており、そのうち日本産のT. d. septentrionalisはT. d. tsuchiyaiやT. d. shizuaeを内群に含む側系統群とされ、西方系統ではT. d. politusや別種として報告されたT. kanamoriiが基亜種の中国南部個体群からなるクレードの内群に含まれるという結果が得られている。また沖縄亜種および久米島亜種は大陸に生息する基亜種および日本本土亜種を含む他亜種とは遺伝的な差異が大きく、それぞれ本種の中では最も祖先的で独自性の高い亜種であることが判明している。

### 亜種
タイリクカブト Trypoxylus dichotomus dichotomus (Linnaeus, 1771)中華人民共和国中部・南部
中国の北部・西部を除くほぼ全土（チベット東部や海南島を含む)。
タイプ産地は原記載では Habitat in Indiis とされているが、同個体がインドで採集されたかどうかは不明である。Indiis をインド北東部とみなす説や、東南アジアとする説がある。永井信二は、インド方面に精通していた昆虫学者の Arrowが本種の産地としてインドやビルマを挙げていないこと、また21世紀近くに入るまでタイ以西から正式な報告がなされていなかったことを根拠に、原名亜種の産地はインドではなく中国であるとする説を提唱している。
体長はオスが36.5 - 53.5 mm、メスが40.1 - 47.2 mm。同じく大陸産であるツヤカブトに比べてやや光沢が鈍く、一般的に北部のものほど細身かつ小型になる傾向がある。中国南部産の個体群と、インド北東部からインドシナ半島方面に分布する個体群、そして日本亜種は互いに連続的に変化することから、それぞれの亜種間の境界線は曖昧である。このため中国南部の個体群と、インド北東部からインドシナ半島方面に分布する個体群との区別は困難である。
カブトムシ（日本亜種） Trypoxylus dichotomus septentrionalis Kôno, 1931日本では北海道・本州・四国・九州および、佐渡島・粟島・飛島・淡路島・隠岐・見島・対馬・壱岐・五島列島・甑島列島、熊毛諸島（馬毛島・三島硫黄島）に分布する。中華人民共和国北部（遼寧省・吉林省）、朝鮮半島・済州島。他亜種および他のカブトムシ類と区別するため、本亜種をヤマトカブトムシ、ヤマトカブトと呼ぶ場合もある。
タイプ産地は岩手県。亜種小名 septentrionalis は「北方の、北部の」という意味。体長については「#形態」節を参照。
従来は分布していなかった沖縄本島や奄美大島に分布を広げているが、人為的なものと考えられる。一時は沖縄本島南部で生息が確認されており、土着の沖縄亜種（オキナワカブトムシ）以上の優占種となりかけたが、永井 (2007) は「現在は本土産と思われるものは減って終息に近い状態であるという。」と述べている。
沖縄亜種 Trypoxylus dichotomus takarai (Kusui, 1976)沖縄諸島の固有亜種で、沖縄本島・伊平屋島・瀬底島・伊江島に分布する。オキナワカブトムシ、オキナワカブトとも呼ばれる。
タイプ産地は沖縄島与那。亜種小名 takarai は模式標本の貸与者であった高良鉄夫への献名。
体長（オスの角を除く）は30.3 - 50.1 mmないし30 - 50 mm。吉田賢治 (2016) によれば、オスの頭角を含む全長は37 - 54 mm（頭角を除くと35 - 45 mm）、メスは体長38 - 47 mmである。また岡村茂 (2023) によれば、オスは頭角を含むと最大で体長66 mm以上になる。
永井 (2007) によれば沖縄本島産はオスが体長34.4 - 50.1 mm、メスが35.2 - 47.6 mm。伊平屋島産はオスが39.1 - 40.7 mm、メスが38.1 mmである。
日本本土に分布する亜種より小型であり、オスの角も本土亜種より小さい。体表は黒色ないし黒みの強い黒褐色で、オスは前翅の光沢が強い。メスは全身に黄灰色の短毛が生えており、体色は光沢を欠いた暗褐色である。メスの前胸背板中央の縦溝はI字状になることが多い（本土亜種はY字状が多い）とする文献もあるが、原記載では縦溝は非常に浅いが前縁付近で横に弱く二叉するとする。オスの交尾器の形状は本土亜種より、台湾産の個体群（ツノボソカブト）に近い傾向にある。
沖縄本島では北部・中部の森林に生息するが、本部半島および中部における分布は局所的で、個体数も少ない。伊平屋島・瀬底島・伊江島では採集記録が少なく、個体数は非常に少ないと見られている。
低山地に生息する。本土亜種とは異なり平野部では見られず、比較的状態の良い自然林を生息環境としている。成虫は5月から6月にかけて発生、もしくは6月 - 9月に出現し、シイ、アカメガシワ、タブ、ミカン、シークワーサー、シマトネリコの樹液に集まるほか、バナナトラップや灯火にも集まる。沖縄本島に飼育用として持ち込まれた本土産亜種が逃げて定着しており、固有亜種との交雑が懸念されている。鹿児島県立国分高校サイエンス部カブトムシ班の研究により、本土亜種との雑種は概ね各部位の大きさなどは両亜種の中間となる一方、頭角は純血の沖縄亜種より長くなるなどの特徴があり、「生殖隔離」と見られる現象から雑種の次世代は育ちにくいと推測されるが、沖縄亜種は闘争面で本土亜種より劣るため、沖縄で本土亜種が増殖すると沖縄亜種は樹液を吸う場所などを奪われ、個体数減少につながる虞が指摘されている。また農地開発、ダム・ゴルフ場の建設、生息環境の開発によって生息環境の森林が破壊されており、個体数は減少している。
情報不足（DD）（環境省レッドリスト）、準絶滅危惧（NT）（レッドデータおきなわ）
久米島亜種 Trypoxylus dichotomus inchachina (Kusui, 1976)久米島に分布する固有亜種。クメジマカブトムシ、クメジマカブトとも呼ばれる。
体長40 - 50 mm（オスの角を除く）。吉田 (2016) によれば、オスの頭角を含む全長は42 - 57 mm（頭角を除くと40 - 47 mm）、メスは体長38 - 47 mmである。また岡村 (2023) によれば、オスは頭角を含むと最大で体長67 mm以上になる。
沖縄亜種と独立した亜種とする考えもあるが、種全体で見ると違いが軽微であるとして同一亜種とされる場合もある。一方、吉田 (2016) はオキナワカブトより太く、大きくなると述べている。岡村 (2023) は本亜種の特徴として、体に艶があり横幅が広い点を挙げている。
オスは体色が黒色で光沢が強く、沖縄亜種よりも頭角は短く未発達の傾向がある。またオスの胸角は沖縄亜種よりさらに小さく、極めて短小である。永井 (2007) は本亜種はオキナワカブトに酷似しており、小型個体は区別が困難な場合があると述べている。メスの前胸背板中央の縦溝は非常に浅く、Y字型にはならない。
亜種小名の inchachina は、久米島の方言で「ツノの短いヤギ」を意味する。
常緑広葉樹林内やリュウキュウマツとの混交林に生息する。成虫は初夏に出現し、林内や林縁の広葉樹の樹液を吸う。沖縄亜種と同様、アカメガシワやタブ、シイ、ミカンなどの樹液に集まる。沖縄県は亜熱帯気候下にあり、林床の腐植は分解が早く、腐植層がほとんど発達しないことから、本亜種の幼虫は樹洞などに点在する腐植環境に生息しているが、久米島は沖縄本島北部（沖縄亜種の生息地）より乾燥した場所が多いことや、樹洞のあるような大木（本亜種が繁殖できる環境）が少ないことから、本亜種の個体数は少ないと考えられている。
絶滅危惧II類（VU）（レッドデータおきなわ）
ツチヤカブト（口永良部島亜種） Trypoxylus dichotomus tsuchiyai Nagai, 2006
大隅諸島口永良部島に分布。亜種小名 tsuchiyai は採集者である土屋利行（むし社編集部）に由来。体長はオスが33.9 - 48.8 mm（頭角を除く）ないし50.5 mm、メスは31.6 - 43.6 mm。オスの頭角を含む全長は42 - 78 mm。体幅はオスが17.5 - 26.4 mm、メスは16.9 - 23.2 mm。
雌雄ともに本土亜種に比べて平均的に小型で、体長が短く、体幅がより広いほか、オスの前胸背板・上翅の中央部と前縁部の毛が非常に短かったり、個体によってはまったくかほとんどないこともある。またオスの上翅は本土亜種に比べ、より滑らかで強い光沢を有する特徴がある。オスの頭角は短く、胸角が細い傾向にあるが、本土亜種との差異は軽微であるとする文献もある。
タブの樹液に集まる。
ツノボソカブト Trypoxylus dichotomus tsunobosonis Kôno, 1931台湾
体長41 - 47 mm。永井 (2007) によればオスは体長35.0 - 56.6 mm、メスは体長38.7 - 51.9 mm。
台湾では高標高地を除き、全島に普通である。
オスの胸角は日本本土亜種と比較して細長いとされ、亜種小名も胸角の形態に由来する。メスの体型は他の亜種に比べてより長卵形で、前胸背板の窪みや低い隆起物は目立たない。
各種の広葉樹の樹液に集まり、夜間は灯火によく飛来する。
ツヤカブト Trypoxylus dichotomus politus Prell, 1934インド北東部、タイ、中華人民共和国（雲南省）、ベトナム、ミャンマー、ラオスに分布する。
体長はオスが38.5 - 59.5 mm、メスは42.2 - 54.0 mmで、すべての亜種の中で最も大型になり、特にミャンマー南東部のダウナ山脈産は大型化が顕著である。同個体群は体および角が太短く、メスの背面の毛も短いことから、やや光沢が強い傾向にある。
タイプ産地はラオス。亜種小名 politus は「光沢のある」の意味で、その亜種名および和名が示す通り、一般に背面の光沢が強い。
カブトムシ屋久島・種子島亜種 Trypoxylus dichotomus shizuae Adachi, 2017屋久島・種子島に分布する亜種。ヤクシマカブトとも呼称される。
屋久島・種子島に分布しているカブトムシはかつて、本土亜種と同一亜種とされていたが、2017年に新たな亜種として記載された。原文献は『KOGANE』第20号11-16頁。オスは最大で体長（オスの頭角を含む）70 mm前後になるが、雌雄とも本土亜種より小型である。屋久島では島内に持ち込まれた本土由来の個体による遺伝子汚染が指摘されているが、２０２3年に発表された論文によれば、系統解析に遺伝子汚染を示す証拠は見受けられない。
Trypoxylus dichotomus shennongjii Takeuchi, 2014中華人民共和国（湖北省）
Trypoxylus dichotomus xizangensis Li & Zhang, 2015チベット自治区
Trypoxylus dichotomus corniculatus Adachi, 2020インド（西ベンガル州）

## 生態
成虫は基本的に夜行性で、樹液のよく出る夕方から朝にかけて摂食活動を行う一方、昼間は土中や落ち葉の下、堆肥などに潜ったり、枝の込み入った暗所に隠れたりして休息する。また、台湾の亜種であるツノボソカブトは樹冠で休むことが報告されている。夕暮れとともに活動を開始し、餌場に集まる。日の出とともに再び休息に入り、夜を待つ。餌場争いに負けるなど、何らかの理由で夜間餌にありつけなかった場合や産卵期のメス個体は日中でも摂食を続けていることがある。

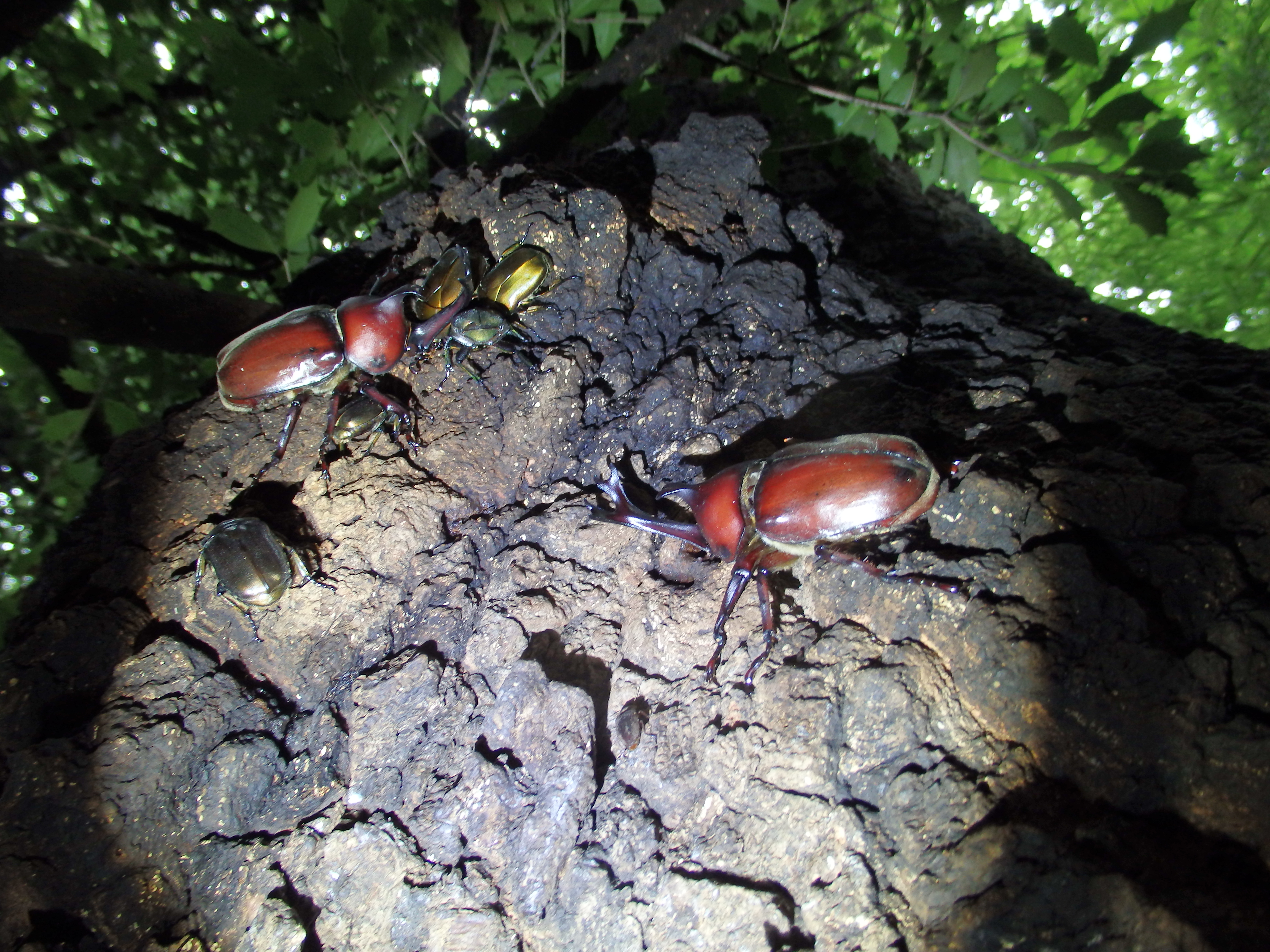
撮影地：東京都

オスは飛翔力があまり高くなく、早朝に樹木の半径50 m内外の叢に潜んでいる場合があるが、メスはオスより飛翔力が高く、昼間でも樹液に集まるとする文献がある。

### 食性
幼虫は腐植土（腐葉土）を食べて成長する。生木や、腐食の進んでいない枯木・落葉は食べない。朽木や枯葉が微生物等の働きで土状にまで分解されたものを好む。
成虫は口器（小顎）に艶のある褐色の毛が密生していて、これに毛細管現象で樹液を染み込ませ、舐め取るようにしながら吸汁する。カブトムシが好む樹液を出す樹種としては主にクヌギやコナラが挙げられるが、それ以外にもアベマキ、ミズナラ、ナラガシワ、カシワ、クリ、ヤナギ類、サイカチ、ネムノキ、カシ類、マテバシイ、ニレ類、サイカチ、シマトネリコ、ライラックなど、多岐にわたる。日本の西南部では主にカシ類、本州の中部から北部および高標高地ではニセアカシア・サイカチ・ヤナギ類の樹液に集まることが確認されている。日本ではクヌギは関東地方に多い一方、東海地方ではクヌギの林が見られないため、カブトムシの生息地となる雑木林を形成する主な樹種はアベマキやコナラとなっている。クヌギの少ない地域では、シマトネリコ、アラカシ、タブノキなどの樹液に集まる。またトラップにも飛来するが、オスは警戒心が強いため、トラップに集まるのはメスが圧倒的に多いとする文献がある。
なお樹液場はシロスジカミキリのメスの産卵痕や、ボクトウガ・コウモリガの幼虫など、他の昆虫が樹皮を傷つけることによって形成される。クヌギやアベマキなどの樹液は昼よりも夜によく出る。また樹液は空気に触れると発酵して甘酸っぱい酒のような匂いを放つ。
雑木林の樹液を餌とする昆虫は数多く存在し、昼はカナブン類やスズメバチ・アシナガバチなどのハチ類、オオムラサキ・ゴマダラチョウなどのチョウ類、ウシアブなどが樹液に集まる。また夜はカブトムシ以外にもノコギリクワガタ・コクワガタなどのクワガタムシ類、ミヤマカミキリ、スズメガなどのガ類、ヘビトンボなどが樹液に集まる。そのような環境の中でも樹液の争奪戦が発生する場合があり、強い昆虫が弱い昆虫を押しのけたり追い払ったりして樹液を独占する場合もある。カブトムシは硬い身体、丈夫な角、闘争心の強さなどで他の昆虫に比べて優位に立つことから、餌場を巡る競争において優位に立つことが多いと考えられており、岸田 (1971) は樹液に集まる昆虫ではカブトムシが最も強く、次いでクワガタムシ、その次にカナブン・スズメバチなど、……といった序列ができていると述べていた。実際に樹液の出ている量が少ない場所では、カブトムシが他の昆虫を押し退けて樹液を独占している場合がある。しかし、スズメバチがカブトムシの活動時間に影響を与えるという研究もあり、必ずしも樹液場の優占種というわけではない。
トネリコ・シマトネリコ（モクセイ科）やリンゴ（バラ科）では、カブトムシ自身で樹皮を削り樹液を得ることがある。トネリコは樹皮に少し傷をつけるだけで樹液が出てくる反面、樹液の流れはすぐに止まってしまうため、カブトムシは少しずつ樹皮を削りながら吸汁を続ける。樹皮の掘削は大顎（mandible）と頭部内部にある歯車状の構造により実現されている。カブトムシはトネリコでは自ら餌場を作ることができるため、クヌギなどパッチ状に樹液が出ている木に比べて餌場をめぐる競争は少ないことが示唆されている。自ら樹皮を削って樹液を得る行動は本土亜種だけでなく、台湾産の亜種（ツノボソカブト）や、別種のヘラクレスオオカブトでも観察されている。
樹液の以外にも、熟したり傷んだ果物（ブドウ・モモ・スモモ・ナシ）も食べるため、ときに害虫として扱われることがある（後述）。長野県ではリンゴの樹皮を削る被害も生じている。飼育下では市販の昆虫ゼリーのほか、バナナ・リンゴ・スイカなども食べるが、スイカを食べると下痢をするという文献もある。林長閑（東洋大学元講師）は、カブトムシにスイカを与えても直ちに早死することはないが、スイカは本来カブトムシが好むクヌギなどの樹液に比べて糖度が低いため、カブトムシが糖分を得ようと必要以上に水分を摂取してしまうことや、スイカは飼育容器内で放置すると腐敗しやすく、不衛生な環境になりやすいため、スイカばかりを与えていると早死する危険性が高まると指摘している。また名和秀雄（名和昆虫博物館館長）は、スイカを与えること自体は問題ないが、夜にスイカを与えた場合は腐らないうちに朝には取り出すのが好ましいと述べている。

### 闘争
カブトムシやクワガタムシは同種同士でも食物である樹液をめぐって競合する一方、林の中でも樹液を出す木は限られているため、同じ木で遭遇すると相手を排除しようとする。一方で視力は良くないため、互いに体が触れ合った際に相手を認識することとなる。ただし、オスは相手が同種のメスである場合に限り、体が触れ合っても相手を排除しようとはしない。カブトムシのオス同士の闘争は、以下の4段階に分けられる。
2頭のオスが樹液の出ている餌場で出会い、互いに体が接触し合うと互いに相手を認識し、相対した状態になる（第1段階）。次いで2頭は互いに頭角を突き合わせる格好になる（第2段階）が、大半の場合はこの段階で一方が逃げ出し、もう一方のオスによって頭角で突かれるなどして追い出されるため、闘争まで至る例はごくわずかである。両者とも引き下がらない場合、2頭は互いに自身の頭角を相手の体の下に差し込んで押し合う格好となる（第3段階）が、この場合も多くの場合は一方のオスが逃げ出し、勝ったオスに角で追い立てられる形で決着する。しかし互いに引き下がらずに戦い続けた場合、最終的には一方のオスが相手の体の下に差し込んだ頭角を用い、てこの原理で相手を樹皮から引き剥がして投げ飛ばす形で決着する（最終段階）。カブトムシ同士の闘争は負傷（脚が取れる、角が折れるなど）のリスクが高いことから、カブトムシは極力無用な争いを避ける傾向にあり、オス同士の闘争が最終段階まで激化するのは互いの体格差が小さい場合に多く、逆に両者の体格差が大きい場合は闘争はこまで激化しないことが多い。一方で第2段階で決着する場合は体格の大きい個体が勝利するとは限らず、体格が小さくても角の長い個体が勝利する場合もある。
またクワガタムシとの闘争でも、オスは角を用いて戦う。カブトムシは体力面でクワガタムシより優勢であることに加え、クワガタムシは興奮すると体を起こし、大顎を振りかざして威嚇の体勢を取るが、カブトムシの角が相手のクワガタムシの大顎より長い場合はそのような姿勢を取るクワガタムシの体の下にカブトムシが角を差し込みやすくなることから、カブトムシが勝利する場合が多い。このため、野外ではクワガタムシはカブトムシとの闘争を回避する場合が多い。

### 鳴き声
成虫になると雌雄ともに、興奮した時や求愛行動中に腹部を伸び縮みさせ上翅の内側との摩擦によって音を立てる。一般的に鳴き声と表現されるこの音は「シューシュー」「ギュウギュウ」「ギュウィン・ギュウィン」といった感じのもので、音は1メートルほどしか聞こえない程度。持ち上げたり霧吹き等を使い威嚇させると簡単に聴くことができる。死んだ個体の腹を押して上翅と人為的に摩擦しても音を聴くことができる。

### 排泄
幼虫の糞は黒褐色で匂いはそれほど感じられない。孵化後しばらくはケシの実状をしており、2齢、3齢と成長するにつれ米粒型を経て最終的には1 cm程度のやや丸みを帯びた長方形となる。腐植土の種類や水分状態にあまり影響を受けず通常は固形で排泄されるが、驚いた時は水分を多く含む下痢状になる。
蛹の状態では一切排泄しないが、羽化時に成虫はやや白い体液を蛹の殻内に排出する。成虫の糞は水分を多く含む液状で、これをあたりかまわず飛ばす。摂食する餌の違いが量や色、匂いに影響してくる。一般的な市販の飼育ケースで飼育していると、飛散した糞尿の汚れにより、１、２週間のうちにケース全体が汚されて（蓋の裏側も含む）、内部の観察がしづらくなるほどである。

### 性差
卵から2齢幼虫までの雌雄判別は難しく行動や外見では全く見分けがつかない。3齢幼虫になると雄は雌より一回り大きくなる事が多く、下腹部にV字の模様と小さな凹みが出る。同一環境下の生育でないと大きさの判断は難しく、V字模様がはっきり浮き出ない個体もいるが、凹みは必ず表れるためこちらで判別した方がより正確である。
蛹以降になると雄は頭部と胸部の二箇所に角が現れ確実に判別できるようになる。蛹になる時に角が伸びるので、その分だけ雌よりも縦（種により横）に長い蛹室を作る。一方、雌に角はないが、蛹の状態ではわずかに頭部が飛び出しておりブタの鼻のような形に見える。また雌は雄と比べ前脚の脛節が幅広く熊手のような形状に発達していることに加え、全ての脚に鋭い刺が発達している。これは産卵の際に土中に潜るために都合がよい。

## 生活環

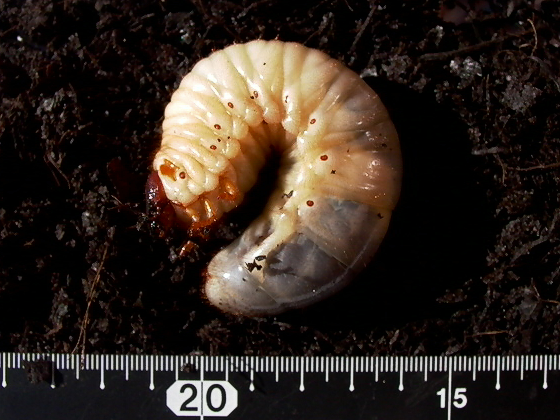
カブトムシの3齢幼虫

カブトムシは卵 - 幼虫 - 蛹 - 成虫という完全変態をおこなう。幼虫は2度脱皮を繰り返し3再が終齢となる。冬を越した三齢幼虫は、蛹室で蛹になり、夏に成虫へ姿を変える。再詳細な生活環は森田慎一氏による記事のFig.3に詳しい。

### 卵
交尾を終えたメスは、腐葉土や堆肥、製材所のおがくずの山などに集まり、それらの中に潜って産卵する。雑木林では、クヌギの木の朽ちた倒木の下などが主な産卵場所である。また腐朽の進んだ朽木、積まれた木材チップの山、家畜糞などにも産卵する。産卵時は1個ずつ卵を産み付け、卵を覆うように周りの土ごと脚で押し固める。一度に産卵するのではなく摂食、産卵の行動を数回に亘り繰り返し計20-30個程度産卵する。好条件の飼育環境下では更に多く50個程にもなる。
産卵された直後の卵は長径約3 mm程度の楕円形で、次第に土中の水分を吸収しながら円形に膨らんでいく。色は乳白色からくすんだ薄茶色になる。産卵から約10日後に孵化して1齢幼虫に変態する。孵化直前の卵は、産卵直後に比べて約2 - 3倍の大きさ（直径約8 mm）に膨らみ、形は平たくなり、薄い卵殻が透けて中の幼虫の姿が見えるようになっている。

### 幼虫
幼虫が多く見られる場所は、シイタケの原木栽培で用いられた廃ホダ木の捨てられている場所や、山から切り出したブナの木などを貯めてある「土場」と呼ばれる場所、雑木林の近くの畑などの堆肥の中などである。
幼虫は典型的なジムシ型である。孵化直後の幼虫は大きさ7 - 8 mmほどで真っ白だが、数時間もすると頭部が茶色く色付き硬化する。胴体は柔らかく弾力性に富み、回転しながら土の中へ潜る。体は餌を食べる事によって膨張し、取り込んだ腐植土や柔らかい朽木を分解して成長する。幼虫は盛んに腐葉土などを食べ、晩秋には2齢幼虫から3齢幼虫へと脱皮する。そして冬季には土中深くに潜って越冬し、春になって気温が上昇するとともに再び活動を活発化させる。日本中部では、孵化から2齢幼虫への脱皮までは約15日、2齢幼虫への脱皮から3齢幼虫への脱皮までは約35日、そして3齢幼虫の期間は150 - 200日である。2齢、3齢とも脱皮直後は孵化と同じく頭部も白く柔らかい。体色は青みを帯びた透けるような白から2齢幼虫後半ごろには黄色がかった不透明な乳白色へと変色する。二酸化炭素に正の走行性を示し一箇所に多くの幼虫があつまる。複眼も単眼も持たず視力を有しないが、大顎から摩擦音を発することで他の同種幼虫との接触を避ける。
越冬の時点は体長10 cm程度で、幼虫の成長速度は北の個体群ほど早い。

### 蛹
3齢幼虫は野外では6月ごろ、土中に「蛹室」を作り、その中で脱皮して蛹化する。蛹室は縦長の楕円形で、体からの分泌液や糞で形を作る。蛹室の内壁は、蛹の表皮にダメージを与えることがないよう平滑に仕上げられている。雄の場合は蛹に脱皮する時に頭部の成虫原基が膨張し角が形成される。蛹室の周辺には他の同種幼虫が多数いるため、常に蛹室を壊される危険がある。これを避けるため蛹は体をうねらせて振動を起こし、周囲に存在を伝える。蛹ははじめ白いが、橙色、茶色を経て頭部や脚は黒ずんでくる。やがて蛹の殻に割れ目が入り、脚をばたつかせながら殻を破って羽化する。脱け殻は押し潰され原形を留めない。羽化したばかりの成虫の鞘翅はまだ白く柔らかいが、翅を伸ばしてしばらくたつと黒褐色もしくは赤褐色に色付き硬化する。

### 成虫
成虫は羽化してから2週間程度は何も食べず土中で過ごした後、初夏の、夜間の気温が20度を上回る日が続くと、夜を待って地上に姿を現す。
6月から7月ごろに成虫が発生し、梅雨明けと同時に個体数が増す。成虫の発生のピークは7月で、7月中旬 - 8月初旬に個体数が最も増すが、8月下旬になるとあまり見られなくなり、9月に入るとほとんど見られなくなる。温暖な地域では5月下旬ごろから、涼しい高地では7月初旬と気候により出現する時期に若干ばらつきが見られる。だいたい6月-7月の蒸し暑く風の無い夜に一斉に飛び立ち、野生の成虫は遅くとも9月中には全て死亡する。成虫の形態で越冬することはないが、飼育下では12月 - 翌1月まで生きる例がある。雄の方が活動的でやや短命な傾向にある。成虫の寿命は1-3か月ほどで、外気温と餌の量に大きく左右される。ある研究での野外寿命はおよそ数日であった。気温が低下すると、カブトムシの活動が鈍くなること、樹液が落葉に向かって流れなくなることが影響すると考えられる。

### 天敵
幼虫の天敵はコメツキムシやツチバチの幼虫、アリなどの昆虫やモグラである。イノシシも堆肥等を掘り返し食べる。モズにはやにえにされることもある。他にもカビやウイルスによる病気で死ぬこともあるが、元来丈夫でそれほどデリケートな種ではない。また、蛹の時に蛹室にミミズが入ってきてしまうと蛹は死んでしまう。成虫の天敵となる捕食者はカラスやフクロウなどの鳥。オスは特に捕食されやすく、大きな個体ほど狙われやすい。武田健一らは鳥などに捕食されたカブトムシの死骸を集めて測定し、大型個体は闘争に負けた時のリスクが大きいだけでなく、外的にも襲われやすいと結論付けている。寄生者にはカブトホソトゲダニやタカラダニの亜種などがいる。
捕食者ではないが、他のカブトムシやクワガタムシと樹液場で争うことで負傷して死ぬ可能性がある。くわえて、オオスズメバチも負傷の原因になり得る。オオスズメバチがカブトムシの脚に攻撃する様子が観察されている。
さらにヒトは、森林開発による伐採や採集による捕獲を行っていることから、幼虫・成虫を問わず個体群に影響を与えている可能性がある。

## 人間との関わり
日本初の独自の本草書『大和本草』（1709年）には、絵と共に蛾に似ているなどという記述がある。本草学者である小野蘭山の『本草綱目啓蒙』（1806年）によると、江戸時代の関東地方ではカブトムシのことを「さいかち」と呼んでいたことが記されている。この由来についてはサイカチの樹液に集まると考えられていたという説、カブトムシの角がサイカチの枝に生えた小枝の変形した枝分かれした刺に似ているからだとする説がある。また、『千虫譜』（1811年）には、カブトムシは独角僊と紹介され、子供がカブトムシに小車を引かせて遊んでいると書かれている。
前田信二は2011年に、東京23区でもカブトムシが生息しているところはあるが、野生のカブトムシを見たことがない子供が多くなっていると述べている。皇居では吹上御苑内のクヌギ林周辺で比較的よく見られ、カブトムシの生息に好適な環境が随所に見られるが、コクワガタやノコギリクワガタなどに比して個体数が少ないと報告されている。カブトムシは、日本ではその独特な姿形を「格好いいもの」と考える人が多く存在し、特に小学生程度の年齢の子供に人気がある。カブトムシの成虫が現れる7-9月は小中学校が夏休みにあたるため、この時期の深夜から早朝にかけて、山林に生息するカブトムシを捕まえにいくことが子供たちの夏期の楽しみの一つになっている。子供たちは捕まえたカブトムシを、しばしば上記の飼育方法によって飼育する。また観察日記を夏休みの自由研究として記録する子供も多い。
かつては、捕まえたカブトムシを飼育観察するだけでなく、カブトムシに糸をつけ重い物を牽引させて遊んだり、子供同士でその大きさを競い合ったり、あるいは「けんか」「昆虫相撲」などと称して、2匹のオス同士、またはカブトムシとクワガタムシをけしかけ角で相手をひっくり返した方が勝ちとする遊びに興じたりされることがあった。力が強く、大きく、競技で多くの勝ちをおさめるカブトムシを持つことは、その年ごろの子供にとって一種のステータスであり、これによって他の子供からある種の尊敬を集めることもあった。
21世紀時点でも夏のイベントとしてカブトムシの相撲大会が開催されている。
ちなみにカブトムシは自分の体重の20倍以上のものを引っ張ることができるとされる。人気の高さゆえにカブトムシを商品として売買することが1970年代ごろから行われている。2022年現在、昆虫については、インターネットや通販による生体売買が認められており、アマゾン、楽天、ジモティーなどでは、数千円単位の高額で販売されていることもある。ただし、トラブルには注意する必要がある。
なお、1971年（昭和46年）7月15日発売の12円普通切手の意匠になった。

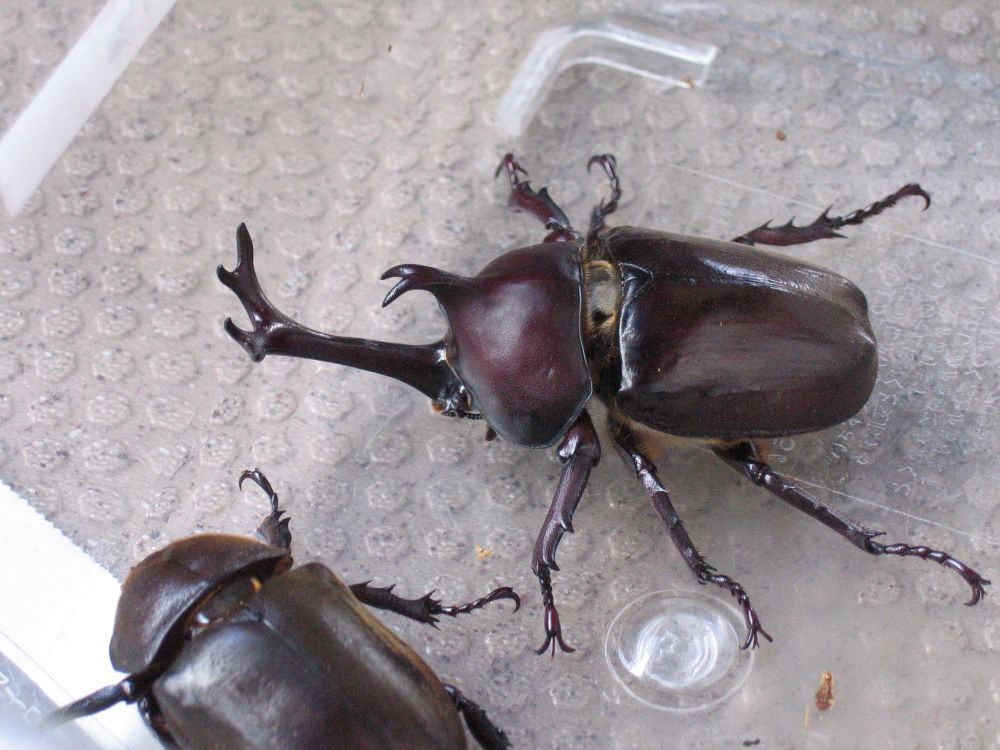
カブトムシの成虫ペア

### 採集
カブトムシの成虫はクヌギ、コナラなどの広葉樹のきまった樹液を餌にする。昼のうちにこれらの樹皮が傷つき樹液が染み出している箇所を見つけておき、夜から朝方にかけてそこに行くと、カブトムシが樹液をなめているところを捕まえることができる。なお、カブトムシは樹液の糖分が樹皮の酵母や細菌によって発酵した産物であるエタノール（エチルアルコール）や酢酸などの匂いを頼りに餌場を探すため、この習性をトラップに利用することができる。よく子供向けの本に紹介されている樹木に蜂蜜や黒砂糖を煮詰めたものをハケなどで塗る方法は、蒸発したり雨で流れたりして効果が持続する時間は長くない。このため広く使われるのはバナナトラップというものである。作り方はよく潰したバナナを焼酎などに漬け高温下にさらしストッキング等の網状の袋に入れて木にぶら下げておくだけだが、ストッキングは自然には分解されないので必ず回収する必要がある。
カブトムシを持つ際に頭部の角を持つと、カブトムシは脚を大きく動かすために脚を痛めることがある。また、頭部と胴部の間に強い負荷がかかる形となる。上から背中の横の部分を持つか、胸の小さい方の角を持つと負担が少ない。
多くの昆虫と同様に、飛翔の際の水平維持に月光を用いているため、夜間灯火などの人工光源に誘引される。生息地近くの水銀灯や公衆トイレなどの照明に飛来した個体を捕まえることもできる。高温多湿かつ無風で月が出ていない夜に特に飛来個体が多くなる。
一方、幼虫は林内や林近くの腐植土、キノコ栽培後の廃ホダ捨て場、あるいは農家が作成している堆肥を掘り返すと出てくる。春の早いうちならば大きな3齢幼虫がいるので、幼虫を傷つけないよう注意しながら腐植土を掘り進めれば採集できる。カブトムシの幼虫の見分け方としては、大きなアゴ、頭のすぐ近くに脚が生えていること、体の両脇には9つの気門、全体に細かい毛が生えている、頭が真っ黒なこと、などで見分けることが出来る。

### カブトムシの飼育方法
カブトムシは日本最大級の甲虫でありながら成長が早く、幼虫の飼育も容易であることから、日本では古くから大規模な養殖が行われていた。毎年夏に野外で採集してきたカブトムシに卵を産ませ、人工飼育を行う飼育者も多い。

#### 幼虫
卵の周囲にある母虫由来の分泌物が、幼虫の成長に何らかの影響を与える可能性があると考えられており、卵だけを無闇に産卵位置から動かさないほうがよいが、たとえ卵だけ移動した場合でも孵化、成長ともに可能ではある。卵をマットの上に置いての孵化観察も可能だが、卵の殻は自ら食べて養分とするため、頭部に引っかかっていたとしても人為的に取り除くような事はむしろ望ましくないとされる。
過密状態になると幼虫同士が傷つけ合ったり伝染病が発生するリスクが高まる。孵化や脱皮時は傷つきやすく自力での移動もできないため、卵や幼虫を一箇所にまとめるような事は望ましくない。幼虫がある程度の大きさに育ったらより大きなケースを用意するか、個別に分ける必要がある。

##### マット
幼虫の餌となる腐植土は、ペットショップや昆虫専門店で販売されている専用のマット（育成マット、発酵マット）がそのまま使用でき、簡単で扱いやすい。このマットは広葉樹の材を粉砕後、発酵熟成させたもので、逆にクワガタムシ専用として売られている発酵の進んでいないチップ状のマットはあまり適さず、菌糸瓶と呼ばれる菌類を人工増殖させた物だけでは成長しない。しかし他のクワガタの食べ終わった菌糸ビンの残りや発酵マットを使うと非常によく育つ。
園芸用の腐葉土はより安価に用意できる餌だが、殺虫剤や農薬が含まれていないか確認する必要がある。本来の目的は元肥として使用する保水力と通気性を兼ねた遅効性肥料であるため発酵が完全に進んでいないものも多く、葉形が崩れるようになるまで更に数ヶ月要する場合がある。そのまま使用していても幼虫飼育は可能であるが発酵の進んだ物と比べれば幼虫の成長は鈍い。また、野外の林床等から採取した腐葉土や朽木(台風の後はよりいい状態のものがある)や農家の堆肥などを使用する場合、幼虫に害を及ぼす可能性のあるコメツキムシの幼虫やムカデが混ざっていないかを予め確認し、いる場合は取り除いておく必要がある。
適度な湿気が重要で、マットを握って崩れない程度がよいとされており、表面が乾いてきたら霧吹きで定期的に加湿するとよい。マットに加湿する際、水を入れ過ぎると底部に水が溜まって産み落とされた卵が死滅する場合があるので注意が必要である。これは通気性が阻害されると無酸素状態になりやすく、この状態を更に放置しておくと嫌気性細菌の繁殖により発生する有毒ガスがマット内に充満し水難を免れた卵や幼虫にも影響するからである。マットの底が濡れて変色し、ドブまたは硫黄の臭いがする場合がこれに当たる。幼虫がマットの上に出てくる理由は過加湿、乾燥以外にもエサ不足など様々であり、よく観察を続け原因を見極めて適切な対処をすることが重要である。

##### 清掃
糞が多くなったときはマットの追加や交換が必要になる。この際マットが攪拌されることによってカビやキノコの発生を防ぐ事もできる。常に豊富な餌を与えることによって栄養不足による個体の矮小化を防止できる。幼虫時に栄養不足だった個体は総じて小型になり特に雄角の萎縮が顕著である。幼虫の糞は大粒のペレット状で、増えてくると黒い小豆がザラザラとひしめいているような状態になる。マットの交換が必要な時はバクテリア環境の激変を抑える意味でも全部入れ替えずに半分から7割程度を入れ替えるのがよい。
終齢幼虫になると糞が大きくなるため粒子の細かいマットならば中目のふるいにかけることで糞だけ分離する事ができる。減った分だけマットを足していく事で交換することなく効率の良い飼育が可能になる。幼虫の粒状化した糞は腐植土が更に分解されており、肥料としての利用価値が高い。
卵の時期（初秋）と蛹の時期（初夏）はデリケートなため触れる事は厳禁である。

##### 飼育容器と温度
幼虫がかじって脱走しない容器なら何でも使える。ただし、個別に飼育する場合は1リットル程度のビンが、複数で飼育する場合は衣装ケースや大型の飼育ケースが望ましい。
冬場は凍結に注意する。日本のカブトムシは雪の降る日本の気候に適応してきた種で耐寒能力に優れるが、それでも完全に凍結するような環境は飼育に適さない。逆に冬も常に温暖な環境に置くと早熟する傾向にあり、早春に羽化が始まるなど季節外れの成虫が誕生することがある。

#### 蛹
蛹になる直前の幼虫は柔らかいマットを嫌う。蛹室を作るのに適した場所が無いとマットの上を這い回る。その場合は底部に黒土を入れるか、もしくはマットを押し詰めておくだけでも効果がある。幼虫が他の蛹室を壊さないよう、なるべく過密飼育を避ける。
蛹室は一部なら壊しても問題ない。ただし蛹室内に周囲のマットが落ちると羽化不全を起こす確率が高まるので注意が必要である。なお蛹室を完全に壊してしまった場合はマットに蛹室の代わりとなる縦長の窪みを作り、そこに蛹を立てて入れておくかオアシスに縦穴を掘ったものか市販の国産カブトムシ専用の人工蛹室を用意する必要があるが、自作する場合は必ず縦向きにすることと蛹にあったサイズのものにする必要がある。ただし蛹化直後や羽化直後は非常にデリケートなので注意が必要である。
なお、蛹はオオクワガタのメスやチビクワガタの餌として与えられることもある。
※蛹室（ようしつ）
蛹室とは幼虫が蛹になるために不要な排泄物を用い壁を作って作る空間を指す。
この空間で幼虫→前蛹→蛹→成虫と変態する。
また、カブトムシ亜科に属する多くの種類は横長の蛹室を作るのに対し（蛹は蛹室内で横たわる姿勢をとる）、日本産カブトムシは縦長の蛹室を作る（蛹は蛹室内で腹端を下に直立する姿勢をとる）世界的に見ても稀な習性を持つ種類である。
※前蛹（ぜんよう）
幼虫が蛹になる前の形態（状態）を指す。
普段C字型に丸まっている幼虫が蛹室完成後 I 字型に真っ直ぐ伸び、表皮に皺が寄る。
この幼虫の皮下で蛹に変態して幼虫時の硬い頭皮を割って脱皮して蛹化する。
蛹化直後は柔らかくオスは体を揺さぶり体内の体液をポンプのように押し出し角を伸ばす。
この時にショックを与えると角を伸ばさなくなったり、そのまま壊死してしまう事があるので取り扱いには細心の注意を要する。
表皮が固まっていれば前蛹でも蛹でも人工蛹室に移しても構わない。

#### 成虫
カブトムシ成虫の寝床となるマットは、腐植土や前述の市販マット等が良いが、成虫飼育の目的が繁殖ではなく観賞ならばダニの付着やコバエの発生防止のために防虫効果のある針葉樹マットでもよく、厚さも2 - 3 cmで構わない。
直射日光の当たらない、気温25度程度、35度以下の通気性の良い場所で飼育する。逃げ出さないよう蓋がしっかりと閉まる飼育ケースを用意する。発泡スチロールでは穴を開けられる恐れがあるので望ましくない。幼虫と同様、霧吹き等で定期的にマットに水をやる。また、転倒した成虫は足掛かりがないとなかなか起き上がる事ができないので、無駄な体力の消耗を避ける意味でも掴まって起きあがるための枯葉、小枝、止まり木などを満遍なく敷いておくと良い。
他の雄や昆虫と戦わせることは、非常にストレスを与えるため、長期間飼育したい場合には向かない。愛好家の中には、昆虫の格闘大会出場のために前もって格闘を重ね修行を積むことにより更に強い個体になると信じている人や、断食させると強くなるという人がいるが、昆虫への闘争心向上に影響するかは不明である。無用な虐待は避けることが望ましい。

##### 餌
自然界では樹液が成虫の主な餌だが、家庭では市販の昆虫ゼリー、または果物のリンゴ、キウイ、ブドウ、バナナ等が用いられることが多い。但し、スイカやメロンや砂糖水は栄養価が低くて不向きである（これらを与えると下痢をするという説もある）。昆虫ゼリーは甲虫類専用飼料として昆虫ミツよりマットを汚しにくく扱いやすい事から主流になったが、砂糖水と色素のみからなる粗悪品もあるので注意が必要である。原材料を確認し、タンパク質を含む物が望ましい。
　なお、昆虫ゼリーを置いても、一向に食指を示さず、バナナなどの果実にしか食らいつかない個体もいれば、逆に、果実類と昆虫ゼリーをいっしょに置いても、果実類には目もくれず、昆虫ゼリーに吸い付き続ける個体もあり、嗜好は個体により様々である。
　雌雄ともかなりの大食いであり、餌を切らさないように給餌すると活発に活動し、長生きし、結果的に産卵数も増える。飼育下では、天敵や競争相手の不在、天候の影響がないこと、餌場の独占が容易であることなどから、昼夜を問わず、ほとんど終日、餌にしがみついて吸汁し続けることがある。ただし、日本の夏場は気温と湿度が高く腐敗しやすい状況であり、果物類を入れておくと、半日もすれば腐りかけるので、不衛生にならないよう注意が必要である。飼育個体が、昆虫ゼリーよりも果物を好む場合、エアコンの効いた室内で飼育するとよい。

##### 殖やし方
容器に雄と雌を数匹入れて交尾させる。産卵には市販されている昆虫マットか腐葉土でよい。容器に少しずつマットを入れながら底面を強く押し固めたものを産卵床とするが、上の方は強く詰めなくてもよい。全体の深さは15 - 20 cmくらいあれば十分である。
国産カブトムシの交尾から産卵に至る過程は非常に容易で、餌とマットが揃っていれば特別な事は何も要らず、後はただ脅かさないようにそっと見守っているだけでよい。交尾の後、雌は容器底部付近まで潜り産卵する。成虫は産卵を2度、3度と数回に分けて繰り返すのでケースが小さかったり複数飼育をすると前に産卵した卵を傷つけることがあるためたくさん確保したいなら雌の産卵後、もしくは飼育ケース内に直径2 - 3 mm程度の白い卵が発見されたら、成虫を別のケースへ移す。

### 日本国内における移入種
北海道では本州産のカブトムシが人為的に導入され、各地（2010年時点で47市町村）に定着しており、在来のクワガタムシと餌を巡って競合することからクワガタムシの減少の一因になっている可能性がある。1936年の大沼周辺での導入記録が最も古く、本格的な定着は1970年代ごろからと考えられる。1968年に濵田和一が釧路郡釧路村字別保（現：釧路町字別保）の根釧原野で、幼虫1万匹を購入して北海道初のカブトムシ飼育場を作り、養殖を開始したが、この飼育場は3年で閉鎖され、散発的に発生していた個体群もすぐに消滅した。濵田は1971年に旭川市で同じように養殖場を建設し、一般市民に入場料無料で開放したところ各地から多数の観光客が来訪したが、翌1972年には子供に網を破られ、虫が逃げたことで閉園した。1977年には旭川市に隣接する上川郡 (石狩国)鷹栖町で初めてカブトムシが発見され、1980年には児童1人で1000頭採集することも容易なほどのカブトムシの大発生が起きた。また人為的な移入以外にも、他地域から持ち込まれた樹木の根や堆肥、チップに入っていた幼虫が侵入したということも確認されている。2003年時点では飛び地的な拡大ではあるが、根室・釧路地方を除く全道でカブトムシの分布が確認されており、北は稚内市、東は斜里郡斜里町に分布域が拡大している。北海道におけるカブトムシの発生地は、堆肥・チップなど腐植物が発酵熱を出すような場所に多いが、2003年時点では堆肥などがない普通の山などで見つかる例も増えている。また後述の農業被害（後述）のほか、樹液を吸汁するためにシラカンバなどの樹皮を削る被害も観察されている。
また、自治体が観光資源として積極的にカブトムシを人為的に導入しているケースもある。
本種は、北海道の外来種リストにおいてクワガタムシの減少など生態系への悪影響が懸念されるカテゴリーに分類されており、カブトムシを野外に捨てないよう、北海道庁がホームセンターなどで呼びかけを行っている。
一方、財団法人自然環境センターは沖縄県で、ペットとして販売されている本土産のカブトムシと沖縄固有亜種のオキナワカブトムシが交雑することによる遺伝子汚染を危惧している。また、種生物学会はそれ以外の地域でも飼育ブームの裏で放虫されたカブトムシが、地域独自のカブトムシの遺伝的多様性を脅かす恐れがあると主張している。

### 農業における利害
また、ブドウ畑などではカブトムシは果物を荒らす農業害虫として扱われる。愛知県では三河地方南部で個体数が多く、ブドウ園で害虫になっている場所もある。
北海道では、鷹栖町でカブトムシが大発生した際、メロン・スイカ・キュウリが食害されたことが報告されており、常呂郡佐呂間町では農業被害が深刻になりつつあるという。長野県松本市のぶどう園では、収穫直前のデラウェアの果汁を吸おうと大量のカブトムシが実を食い荒らし、多数の実が出荷不能になったという事例がある。新潟県佐渡市（佐渡島）の果樹園でも、大量発生したヤガによってネクタリンの実が食害される被害に遭ったところ、食害されて傷んだ実の匂いに釣られて大量のカブトムシが集まり、さらに実を食害するという被害があったことが報じられている。これらの事例では大量発生の原因として、農場付近に幼虫の発生環境となる堆肥などの人為腐植質が多く存在したためと推察されている。
一方、幼虫は朽木や落葉を分解して良質な腐葉土を作る益虫としての側面も持つ。ただしキノコの原木栽培を行う者からホダ木を食害する害虫として扱われる場合もある。